# إدلمينو
إدلمينو التعليم المساعد هي مؤسسة خيرية غير ربحية تعمل على تحسين التعليم للأطفال المحرومين والنازحين في جميع أنحاء العالم. إنها منظمة غير حكومية (NGO) مسجلة لدى مفوضية المؤسسات الخيرية بالمملكة المتحدة كمؤسسة خيرية برقم 1166131. يقع مقر إدلمينو في كامبريدج وكان تاريخ التسجيل 18 مارس 2016.

## العمل في فرنسا
عملت إدلمينو في كاليه الغابة خلال خريف عام 2015 ، حيث قدمت التعليم للأطفال السوريين والأكراد الذين يعيشون هناك. عمل المعلمون من أكواخ المجتمع في المخيم وقاموا بالتدريس في الهواء الطلق عندما كان هناك عدد كبير من التلاميذ.
بالإضافة إلى ذلك ، أنشئت إدلمينو مدرسة مؤقتة في مخيم باسروخ للاجئين حيث قاموا بتعليم 300 طفل. تبرعت العديد من مدارس المملكة المتحدة بالموارد وتطوع العديد من المعلمين في المملكة المتحدة للعمل مع إدلمينو ، من أجل ضمان إستمرار الفصول الدراسية حتى إغلاق المخيم. أثناء تواجدها في مخيم باسروخ للاجئين ، قامت إدلمينو بالتدريس في الهواء الطلق وعمل في سلسلة من الخيام ، حيث أعادت إشراك الأطفال الذين كانوا خارج التعليم لعدة سنوات.
بعد إغلاق مخيم باسروخ للاجئين إنتقلت إدلمينو وبدأت العمل في المخيم الجديد لمخيم لا لينير للاجئين. في هذا المعسكر واصلت إدلمينو توفير التعليم لعدة مئات من الأطفال الأكراد ، كجزء من عملهم مع الأطفال ، أثارت إدلمينو مخاوف بشأن عدد الأطفال المفقودين.
أنهت إدلمينو عملها في فرنسا بعد مشروع إنتقالي لنقل الأطفال اللاجئين من مخيم لا لينير إلى نظام التعليم الفرنسي.

## العمل في اليونان
في اليونان قامت إدلمينو بعمل تعليم الأطفال في مخيم فانيروميني للاجئين في إليوسا بالقرب من Ioannina في منطقة ابيروس في وسط اليونان. كان معظم سكان ذلك المخيم من الأيزيديين.
بالإضافة إلى التدريس المباشر للأطفال في المخيمات ، قدم إدلمينو أيضًا التدريب والدعم لبرامج تعليمية أخرى في منطقة سالونيك في شمال اليونان.

## العمل في المملكة المتحدة
في خريف عام 2016  كانت إدلمينو واحدة من المؤسسات الخيرية في المملكة المتحدة التي عملت على وضع تدابير لدعم القصر غير المصحوبين بذويهم أثناء إغلاق كاليه الغابة.
تقوم إدلمينو بعمل في المملكة المتحدة لزيارة المدارس والتحدث إلى الطلاب لزيادة الوعي حول القضايا التي تؤثر على الأطفال اللاجئين في جميع أنحاء العالم. تعمل إدلمينو أيضًا مع معلمي المملكة المتحدة لتقديم التدريب والدعم والفرص للمعلمين لتحديث أهدافهم ورسالتهم التعليمية. 
بالإضافة إلى ذلك تعمل إدلمينو مع الأطفال اللاجئين المراهقين في المملكة المتحدة ، حيث تقدم المشورة والدعم لضمان حصولهم على التعليم الذي يحتاجونه.